# Jan Jiříkovský

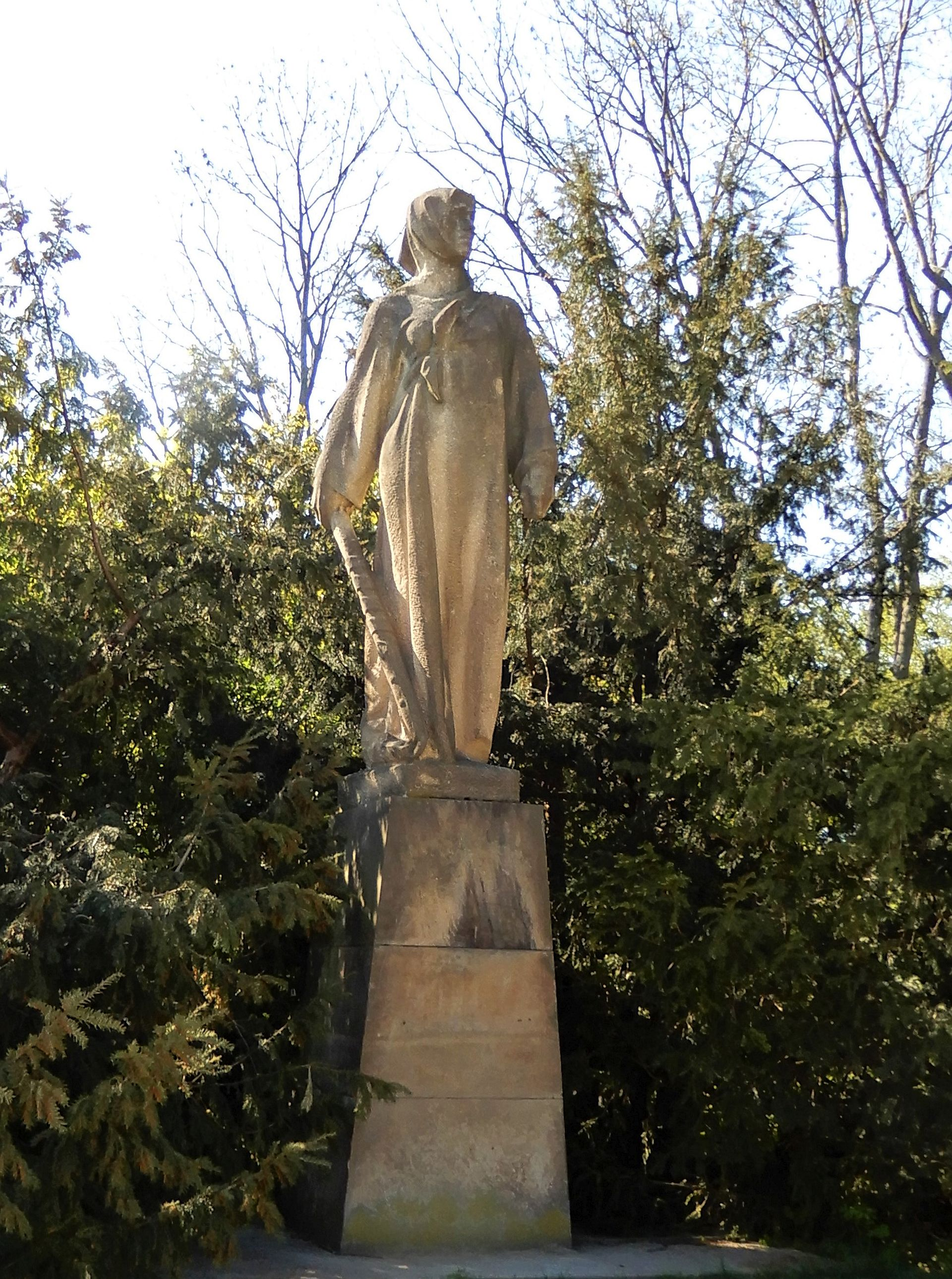
Jan Jiříkovský: Husitská žena z Vítkova, pískovec, Praha - Liboc 1959

Jan Jiříkovský (7. května 1906, Klatovy – 19. června 1990, Praha) byl český sochař a medailér, člen Umělecké besedy. Po roce 1948 patřil k tvůrcům pomníků a volných plastik socialistického realismu, stejně jako v období normalizace.

## Život
Narodil se v roce 1906 v Klatovech. V letech 1920-1925 absolvoval Uměleckoprůmyslovou školu v Praze, kde byl žákem profesorů Jana Mařatky a Karla Dvořáka. V letech 1926–1933 studoval ve Škole architektury Českého vysokého učení technického v Praze. Byl členem Umělecké besedy. Od mládí byl politicky levicově orientován. Po roce 1945 vstoupil do KSČ a do Svazu československých umělců, v němž se angažoval jako vysoký funkcionář a za to dostával mnohé společenské zakázky, na jejichž realizaci mu často scházela inspirace i dostatek času k dokonalému provedení. Roku 1953 se zúčastnil soutěže na pomník J. V. Stalina pro Plzeň, ale nevyhrál ji.
Zemřel v Praze. Jeho pozůstalost je uložena v Památníku národního písemnictví.

## Dílo
Vytvořil mnoha monumentálních soch, plastik či pamětních desek , jak v architektuře, tak ve veřejném prostoru. Stylově se pohybují od prostých realistických portrétů přes socialistický realismus figurálních pomníků a barokně expresivní ženská těla (akty či torza) až po kubizující tvary, nebo prosté balvany a valouny (pomník vorařům v Praze Na Výtoni).
- Návrh pomníku a busta Adolfa Heyduka, 1936.
- sochy na atice budovy Divadla v Písku, busty, pamětní desky, mj.
- reliéf Revoluce 1918 na budově Spořitelny v Plzni (1934).
- Socha Rudoarmějce (1953)
- Reliéfy na průčelí hotelu Jalta, travertin (1956)
- Husitské práče, bronz, 1959 - v parku na Karlínském náměstí, u kostela sv. Cyrila a Metoděje
- Husitská žena bojovnice z Vítkova, pískovec 1959; v parku vedle letohrádku Hvězda v Praze 6 - Liboci
- Výzdoba interiéru čekárny, železniční stanice Praha-Krč
- Sousoší Matka se synem, před mateřskou školou (za poliklinikou) Pod Marjánkou v Praze 6 - Břevnově
- Pomník plavcům a vorařům (balvany), v Praze 2 - Na Výtoni